# Lista över fornlämningar i Burlövs kommun
Lista över fornlämningar i Burlövs kommun är en förteckning av ett urval av de fornlämningar som finns i Burlövs kommun.

## Burlöv
| Namn                                  | Lämningstyp | Tillkomsttid | Historisk indelning | Plats | Läge                 | ID-nr          | Bild                                      |
| ------------------------------------- | ----------- | ------------ | ------------------- | ----- | -------------------- | -------------- | ----------------------------------------- |
| Burlöv 2:1                            | Hög         |              | Burlöv, Skåne       |       | 55.628345, 13.071319 | 10120400020001 | Ladda upp en bild av detta fornminne      |
| Burlöv 2:2                            | Hög         |              | Burlöv, Skåne       |       | 55.628552, 13.071796 | 10120400020002 | Ladda upp en bild av detta fornminne      |
| Burlöv 2:3                            | Hög         |              | Burlöv, Skåne       |       | 55.628049, 13.070626 | 10120400020003 | Ladda upp en bild av detta fornminne      |
| Burlöv 3:1                            | Hög         |              | Burlöv, Skåne       |       | 55.624642, 13.069078 | 10120400030001 | Ladda upp en bild av detta fornminne      |
| Burlöv 3:2                            | Hög         |              | Burlöv, Skåne       |       | 55.624827, 13.069227 | 10120400030002 | Ladda upp en bild av detta fornminne      |
| Burlöv 5:1                            | Hög         |              | Burlöv, Skåne       |       | 55.625534, 13.069508 | 10120400050001 | Ladda upp en bild av detta fornminne      |
| Möllehögen, Darrhögarna (Burlöv 11:1) | Hög         |              | Burlöv, Skåne       |       | 55.631786, 13.091389 | 10120400110001 | Ladda upp en till bild av detta fornminne |
| Korshög (Burlöv 12:1)                 | Hög         |              | Burlöv, Skåne       |       | 55.610775, 13.115994 | 10120400120001 | Ladda upp en bild av detta fornminne      |
| Pehr Perssons kulle. (Burlöv 15:1)    | Hög         |              | Burlöv, Skåne       |       | 55.650794, 13.113600 | 10120400150001 | Ladda upp en bild av detta fornminne      |
| Källarbacken (Burlöv 18:1)            | Hög         |              | Burlöv, Skåne       |       | 55.648952, 13.115786 | 10120400180001 | Ladda upp en bild av detta fornminne      |
| Killehög (Burlöv 62:1)                | Hög         |              | Burlöv, Skåne       |       | 55.629278, 13.104563 | 10120400620001 | Ladda upp en bild av detta fornminne      |
| Kastorpahöjana (Burlöv 90:1)          | Hög         |              | Burlöv, Skåne       |       | 55.663447, 13.106140 | 10120400900001 | Ladda upp en bild av detta fornminne      |
| Kastorpahöjana (Burlöv 90:2)          | Hög         |              | Burlöv, Skåne       |       | 55.663037, 13.106173 | 10120400900002 | Ladda upp en bild av detta fornminne      |
| Kastorpahöjana (Burlöv 90:3)          | Hög         |              | Burlöv, Skåne       |       | 55.662697, 13.106087 | 10120400900003 | Ladda upp en bild av detta fornminne      |
| Kastorpahöjana (Burlöv 90:4)          | Hög         |              | Burlöv, Skåne       |       | 55.662382, 13.106050 | 10120400900004 | Ladda upp en bild av detta fornminne      |